# Troësnes
Troësnes település Franciaországban, Aisne megyében. Lakosainak száma 211 fő (2022. január 1.). Troësnes Faverolles, La Ferté-Milon, Marizy-Sainte-Geneviève, Noroy-sur-Ourcq és Silly-la-Poterie községekkel határos.

## Népesség
A település népessége az elmúlt években az alábbi módon változott:
| Lakosok száma | 125  | 117  | 188  | 230  | 240  | 232  | 224  | 219  | 216  | 211  |
|               | 1968 | 1982 | 1990 | 2006 | 2013 | 2015 | 2017 | 2019 | 2020 | 2022 |